# 鄧巴嶺
79°33′S 84°16′W / 79.550°S 84.267°W
鄧巴嶺（英語：Dunbar Ridge），是南極洲的山嶺，位於埃爾斯沃思地，屬於埃爾斯沃思山脈中赫里蒂奇嶺的一部分，長18公里，現時由南極條約體系管理。